# Religija u Albaniji
Religija Albanije je važan dio albanskoga društva. 
Prema Svjetskoj bazi podataka, 38,8% stanovništva Albanije su muslimani (30% sunitski muslimani, 8% bektaši), 22% stanovništva su pravoslavci, a 13% rimokatolici, odnosno kršćani čine preko trećine stanovništva. Međutim, mnogi Albanci su ili ateisti ili agnostici. Prema podacima organizacije "Međunarodna vjerska sloboda" 2007. godine. "Ne postoje pouzdani podatci o njihovom postotku, ali smatra se da se kreće od 25-40 posto".
Procjene koje navodi CIA kao procjena za 2011. godinu govore o sljedećem vjerskom sastavu:
- muslimani 56,7% (suniti)
- rimokatolici 10%
- pravoslavni 6,8%
- bektaši (sufijski red) 2,1%
- nespecificirano 16,2%
- ostali 5,7%
- ateisti 2,5%

## Povijest
U starom vijeku ovdje su živjela ilirska plemena koja su bila vjernici paleobalkanske vjere, a na jugu i grčkim kolonijama se osjećao utjecaj starogrčke vjere. Dolaskom Rimljana širi se rimska vjera. Albanija je jedno od mjesta gdje se kršćanstvo prvo proširilo. Od velike podjele kršćanstva, Katoličkoj Crkvi bio je naklonjen sjever i priobalje današnje Albanije, posebice predjeli pod mletačkom vlašću, a u ostatku Pravoslavnoj Crkvi, kao posljedica bizantske vlasti.
Dolazak albanskih krajeva pod osmansku vlast za posljedicu je imalo islamiziranje. Islamiziranje je trajalo od 15. stoljeća. Postupno se širilo, a tanzimatske reforme 1839. koje su nametnule vojnu službu nemuslimanima pridonijele su da se je većina stanovnika današnje Albanije islamizirala. Većinu stanovništva činili su muslimani, no među njima brojni kriptokršćani. 
Od proglašenja neovisnosti 1912. godine od Osmanskoga Carstva, vjerski identitet u Albaniji se do danas kontinuirano mijenjao. To je uglavnom zbog komunističkog režima od 1944. do 1991. godine, kada je režim Envera Hoxhe propagirao ateizam na jedinstveno intenzivan način u svijetu. 
Godine 1967. zatvorene su sve crkve i džamije. Studenoga 1990. Albanija je dopustila privatno prakticiranje vjere. Nakon pada komunizma 1991. godine, u Albaniji je povećan broj kršćana. Rimokatolička Crkva ima svoje predstavništvo u gradu Skadru. S druge strane postoji veliki broj džamija, a jedna od najpoznatijih je u Draču.

## Galerija
- Širenje kršćanstva u Europi i na Sredozemlju.
- Europa u doba velike podjele 1054. godine.
- Religija u Europi, na Sredozemlju i na Bliskom Istoku 1100.
- Religije u Europi 1560.